# セルゲイ・ブブカ
セルゲイ・ブブカ（ウクライナ語: Сергі́й Наза́рович Бу́бка [serˈɦij ˈbubka], ロシア語: Серге́й Наза́рович Бу́бка [sʲɪrˈɡʲeɪ̯ ˈbupkə], 英語: Sergey Bubka, 1963年12月4日 - ）は、旧ソ連およびウクライナの元陸上競技選手。
男子棒高跳の伝説的名選手。世界記録を何度も更新し、長期間頂点に君臨し続けたことから「鳥人」の異名をとった。屋外記録（6m14cm）は、2020年9月に破られるまで世界記録だった。

## 経歴・人物
10歳で棒高跳を始め、ソビエト連邦の支援のもと幾度となく世界記録を塗り替えた。現役選手時代に世界記録を35回（屋外17回・室内18回）も更新している。
1985年7月13日に世界で初めて6mを突破したのちも記録を更新し続け、1994年に記録した屋外6m14cmはスウェーデンのアルマンド・デュプランティスが2020年9月17日に6m15cmを記録するまで世界記録だった。室内の世界記録であり屋内外合わせた世界最高記録だった6m15cmはフランスのルノー・ラビレニが2014年2月15日に6m16cmをクリアしたことによって破られた。
日本国内屋外外国人選手最高記録（6m13cm）保持者であり、Sports Illustratedによると1984年時点でブブカは100m10秒3、走幅跳25.7フィート（約7m83cm）の自己記録を持っていたとされる。
ブブカは、世界陸上でも第1回ヘルシンキ大会から第6回アテネ大会まで6連覇という偉業を果たした。
しかし、ブブカとオリンピックとの相性は悪かった。
- 1984年ロサンゼルスオリンピックはソ連がボイコットし不参加。
- 1988年ソウルオリンピックでは5m90cmで優勝し金メダルを獲得。
- 1992年バルセロナオリンピックでは決勝記録なし。
- 1996年アトランタオリンピックでは予選を棄権した。
- 2000年シドニーオリンピックでは衰えを隠せず、5m70cmの試技をクリアできずに記録なしに終わった。

ブブカは2000年のシドニーオリンピックを最後に競技生活を引退、引退後は故郷ウクライナに「ブブカ・スポーツクラブ」を設立したほか孤児施設に通うなど、貧困下で慈善活動をおこなっている。2000年9月、ブブカはIOCの理事に選出され、2012年の再選を受けて4期目を務めている。2005年よりウクライナオリンピック委員会会長も務めている。2007年8月よりIAAFの副会長を務め、2011年に再選を受け、現在は2期目。
ブブカの次男のセルゲイ・ブブカ・ジュニアはテニスプレーヤーで、2009年の島津全日本室内テニス選手権大会に優勝している。

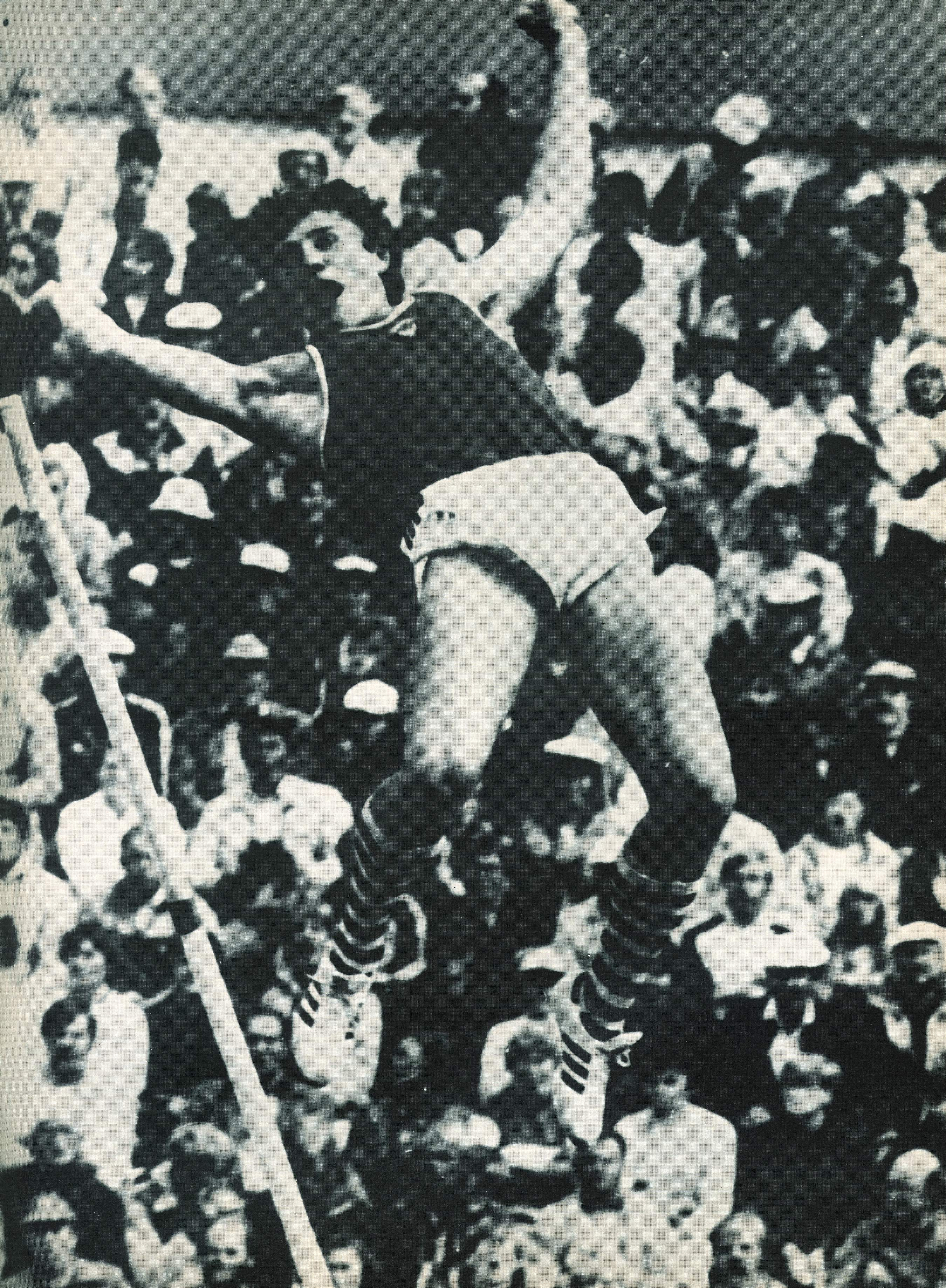
現役時代（1983年）
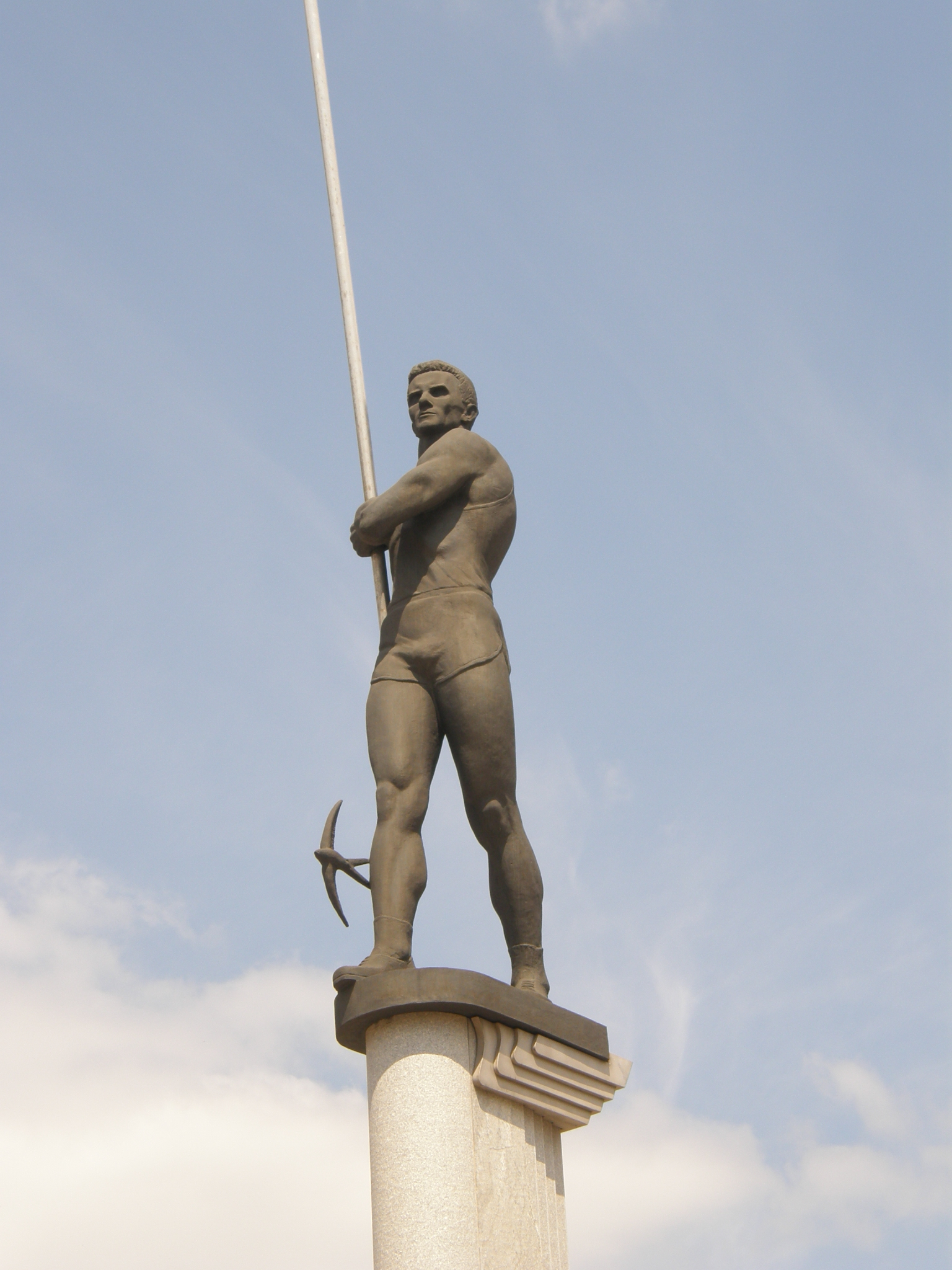
ドネツィクに建つブブカの像